# Dicranella micro-divaricata
Dicranella micro-divaricata är en bladmossart som beskrevs av Jean Édouard Gabriel Narcisse Paris 1900. Dicranella micro-divaricata ingår i släktet jordmossor, och familjen Dicranaceae. Inga underarter finns listade i Catalogue of Life.